# Menor Menor
José Marcelo Morales Ramírez (Triunfo de la Cruz, Atlántida, Honduras, 12 de diciembre de 1994), más conocido por su nombre artístico Menor Menor, es un cantante y compositor hondureño de dancehall y Trap latino.

## Vida personal
Menor Menor nació el 12 de diciembre de 1994 en el Triunfo de la Cruz, Departamento de Atlántida, Honduras. Desde que tenía 5 años quiso ser cantante. Su infancia fue difícil creciendo en uno de los lugares más pobres del norte de Honduras.[cita requerida]
De niño, su pasatiempo era componer canciones en un cuaderno único, destinado sus tareas escolares. Menor Menor solamente pudo cursar hasta octavo grado. Empezó en la música cuando un artista ceibeño de rap y dancehall, Yankee 212, visitó Triunfo De la Cruz y conoció a Menor Menor. Yankee 212 fue el primero que creyó en su talento y el que le subió en una tarima. Posteriormente hubo diferencias creativas que consecuentemente se volvieron personales debido a que al primer mánager de Menor, Fiucha, le robaron la computadora en la cual había estado trabajando en varios temas con Menor y demás artistas nacionales. Supuestamente la persona que robó la computadora fue un amigo muy cercano a DJ Roland, además de que Menor se empezó a llevar más con el grupo de DJ Roland y fue distanciándose de 212 y Fiucha. DJ Roland produjo su canción "Triste Realidad", Mr G. realizó la filmación del vídeo promocional el cual llegó a más de un millón de visitas con ese vídeo casero de promoción. La consecuencia de la popularidad fueron drogas, alcohol, mujeres y destrucción, que nublaron su brillante porvenir hasta que conoció a Frank Martínez, el mánager de Farruko.
A través de esa conexión con Franklin Martínez, Menor Menor colaboró con el artista panameño El Boy C en la versión de su tema «Malo y bueno». El vídeo fue filmado en la Ciudad de Panamá y ha estado sonando fuerte tan solo días de haberse subido el vídeo.
En 2016 tuvo un accidente que casi lo lleva a la muerte. Menor Menor estaba con un amigo escuchando su tema más reciente "Conversando con mi espejo" (Dicho tema en su álbum debut se llama "Problema") y el amigo iba en estado de ebriedad a exceso de velocidad. El fatal hecho ocurrió a cercanías del Jardín Botánico de Lancetilla en carretera C-A13 de Atlántida, norte de Honduras.

## Carrera musical
Menor Menor ha establecido un récord histórico en su país al sobrepasar la cifra de un millón de reproducciones en YouTube en las primeras 24 horas de lanzamiento del videoclip de su más reciente tema promocional “Ahora Sé” con Lary Over.[cita requerida]
El tema además debutó en la posición número 2 del listado Viral 50 de Spotify Honduras y número 5 de la popular Playlist ‘Trap Land’, al igual que número 3 en Apple Music.[cita requerida]
Menor Menor se convierte en el primer artista local en imponer dicho récord y continúa llevando su música a nuevos horizontes, alcanzando más de 4.5 millones de vistas en su primera semana. Gracias a la gran aceptación del tema, el artista embarcará en una gira de medios que recorrerá el país.[cita requerida]
La filmación se llevó a cabo en la aldea Triunfo De La Cruz, Tela, Atlántida en el transcurso de dos días de grabación, bajo la dirección de Marco Ruiz de FrameXGod Lightworks. El videoclip muestra imágenes de la cultura Garífuna. La experiencia se convirtió en todo un espectáculo, atrayendo a los residentes del área, quienes terminaron formando parte del resultado final.[cita requerida]
“Ahora Sé” es el primer lanzamiento de Menor Menor bajo el sello discográfico, Carbon Fiber Music; compañía independiente líder del género urbano.

## Música

### Álbumes
| Título           | Detalles                                                                                              |
| ---------------- | --- |
| Trinity La Marca | - Lanzamiento: 22 de febrero de 2019 - Sello discográfico: Carbon Fiber Music - Formatos: CD, Digital |

### Sencillos
- Triste Realidad
- My Everything
- Nadie Te Amara Como Yo
- Prisión
- Guetto Life
- Malo y Bueno
- Malo y Bueno (feat. Big Nango & KBP) [Remix]
- Hotel (feat. Fresh Bodden)
- Malo y Bueno (con El BoyC)
- Demanda
- Conversando Con Mi Espejo (Problema (solo titulado en el álbum Trinity La Marca))
- Ahora Sé (feat. Lary Over)
- Rola Cola
- Olvidarte (feat. Amenazzy[9])
- Falsas Promesas[10][11][12]
- Rola Cola (feat. Lary Over & Jon Z) [Remix]
- Falsas Promesas (feat. Farruko) [Remix]
- Ahora Sé (feat. Lary Over, Brytiago, Darell, Amenazzy & Mc Pedrinho) [Remix]
- Volver
- Whine Up (feat. Farruko & Konshens)